# Richard Muther
Richard Muther, född den 25 februari 1860 i Ohrdruf, död den 23 juni 1909, var en tysk konsthistoriker.
Muther, som  studerade i Heidelberg och Leipzig, blev 1885 konservator vid kopparstickskabinettet i München och 1895 professor i Breslau. Verksam som kritiker och konsthistoriker utgav han i slutet av 1880-talet i förening med Georg Hirth Meisterholzschnitte aus vier Jahrhunderten samt Der Cicerone (2 delar, vägvisare i museer i München och Berlin) och intog en framstående plats bland tyska konsthistoriker med Geschichte der Malerei im XIX Jahrhundert (3 delar, 1893–94). Denna följdes av Ein Jahrhundert französicher Malerei (1901), Studien und Kritiken (2 delar, 1901–02), Geschichte der englischen Malerei (1903), Geschichte der belgischen Malerei (1904), Rembrandt (samma år) och Courbet (1908). Dessutom författade han flera småvolymer i den monografisamling, "Die Kunst", som han utgav från 1902. Hans i 5 små delar 1900 utgivna Geschichte der Malerei (från kristendomens uppkomst till 1800) utkom 1909 efter hans död i 3 delar, utarbetad i större omfång och fullföljd till innevarande tid. Georg Nordensvan skriver i Nordisk familjebok: "Muther var en ytterst livaktig och smidig författare med rask framställningsförmåga och en ibland rent av förbluffande skicklighet i att kombinera och att draga slutsatser. Det är mycken konstruktion i hans sätt att skildra konstens utvecklingsgång och vägar, och han bör läsas med vaken kritik. Men han var alltid underhållande, han lämnade läsaren ej likgiltig, och han förstod att väcka intresse både för sitt ämne och sina synpunkter." 